# Omirotvoren
Omirotvoren (em cirílico: Омиротворе) é o primeiro álbum solo do cantor pop búlgaro Miro, do duo KariZma. 
Lançado em 2008, contém os hits "Gubia Kontrol Kogato" e "Avgust e Septemvri", que foram #1 nas rádios do país.

## Título
O título do CD é um jogo de palavras com o adjetivo em búlgaro умиротворен (umirotvoren), que significa "pacificado", e o nome do cantor. Além disso, uma das faixas do álbum, lançada posteriormente como single, também chama-se "Omirotvoren".

## Faixas
| №   | Título                                                         | Autor               | Música                                                                                           | Produção                   | Duração |
| --- | -------------------------------------------------------------- | ------------------- | ------------------------------------------------------------------------------------------------ | -------------------------- | ------- |
| 1.  | "Avgust e Septemvri"                                           | Miro                | Miro                                                                                             | Miro                       | 2:69    |
| 2.  | "Alia"                                                         | Miro, Krum Georgiev | Miro, Krum Georgiev                                                                              | Krum Georgiev              | 4:85    |
| 3.  | "Call On Me"                                                   | Krum Georgiev       | Miro                                                                                             | Martin Mkelius             | 3:73    |
| 4.  | "V edno ogledalo" (com Krum)                                   | Alexandri Petrov    | CA: Jeff Barnell/Pierre Leroyer/Salah Jaheenм, E: Fefee Music Sarl, SE: Animato Music Publishing | Svetoslav Loboshki         | 3:29    |
| 5.  | "Gubia Kontrol Kogato"                                         | Miro                | Krum Georgiev, Iasen Kozev                                                                       | Krum Georgiev, Iasen Kozev | 3:97    |
| 6.  | "V tebe samo, v mene samo, v dvama ni" (com Zheni Dzhambazova) | Zheni Dzhambazova   | Zheni Dzhambazova                                                                                | Pro X                      | 4:36    |
| 7.  | "Niakoga Predi" (remixed by Deep Zone Project)                 | Miro                | Miro                                                                                             | Deep Zone Project          | 3:69    |
| 8.  | "Kadosh" (com Mariana Popova)                                  | Miro, Krum Georgiev | Miro                                                                                             | Pro X                      | 3:48    |
| 9.  | "Zavinagi" (com Anelia)                                        | Miro, Anelia        | Miro, Anelia                                                                                     | Мага                       | 3:71    |
| 10. | "Radio On"                                                     | Miro                | Miro                                                                                             | Miro, Pro X                | 3:56    |
| 11. | "Omirotvoren"                                                  | Miro, Krum Georgiev | Miro, Krum Georgiev                                                                              | Evgeni Dimitrov            | 3:66    |

## Ligações Externas
- Miro.bg - Site oficial do cantor